# چنگیزخان (رمان)
چنگیزخان نام یک کتاب ادبی است که توسط واسیلی یان، نویسندهٔ اهل روسیه نوشته شده‌است. این کتاب یکی از آثار مشهور ادبی جهان است.